# Pungangan (Gunung Pati)
Pungangan is een bestuurslaag in het regentschap Semarang van de provincie Midden-Java, Indonesië. Pungangan telt 4693 inwoners (volkstelling 2010).